# Hedychridium goloensis
Hedychridium goloensis é uma espécie de insetos himenópteros, mais especificamente de vespas pertencente à família Chrysididae.
A autoridade científica da espécie é Strumia, tendo sido descrita no ano de 2012.
Trata-se de uma espécie presente no território português.